# Jacob Selzer
Jacob Selzer (* 24. September 1887 in Worms-Pfeddersheim; † 12. März 1972 in Mülheim (Mosel)) war ein deutscher Politiker (FDP).

## Leben
Selzer besuchte die Volksschule und machte dann eine kaufmännische Lehre. Von 1906 bis 1923 war er Weinkaufmann in Mülheim. 1923 wurde er selbstständiger Weinhändler und Hotelier in Mülheim. Zwischen 1947 und 1967 war er Präsident des Landesverbands des Hotel- und Gaststättengewerbes Rheinland-Pfalz. 1956 war er Gründer der Jacob-Selzer-Hotelfachschule in Bad Kreuznach und Vorsitzender des Landesverkehrsverbands Rheinland-Pfalz.
Nach dem Zweiten Weltkrieg wurde er Mitbegründer der DP bzw. der FDP. 1947 bis 1951 war er in der ersten Wahlperiode Mitglied des Rheinland-Pfälzischen Landtags. Im Landtag war er Schriftführender Abgeordneter und Mitglied im Agrarpolitischen Ausschuss, Grenzlandausschuss, Hauptausschuss, Hilfsausschuss für zugewanderte Personen und dem Kulturpolitischen Ausschuss.

## Auszeichnungen
- Bundesverdienstkreuz Erster Klasse